# هيلين بالمر (كاتبة)
هيلين بالمر (بالإنجليزية: Helen Palmer Geisel)‏ هي كاتبة للأطفال وكاتِبة أمريكية، ولدت في 11 سبتمبر 1899 في أميرست في الولايات المتحدة، وتوفيت في 23 أكتوبر 1967 في فريسنو في الولايات المتحدة.